# 落合宏理
落合 宏理（おちあい ひろみち、1977年 - ）は、日本のファッションデザイナー。東京都出身。文化服装学院卒業。「FACETASM」の創業者。

## 人物
東京都出身。1999年に文化服装学院アパレルデザイン科メンズデザインコースを卒業後、テキスタイル会社ギルドワークに8年間勤務。2007年にファセッタズム（FACETASM）を設立。ブランド名はフランス語で多面体の面を意味する単語facetをベースにした造語で、様々な見え方、相貌などの意味が込められている。
ファセッタズムは2007年S/Sより「東京コレクション」において展覧会形式で作品を発表。2013年に「第31回毎日ファッション大賞」の新人賞を受賞。2016年にはリオ五輪閉会式「フラッグハンドオーバーセレモニー」の衣装製作を担当、「第三回LVMH Young Fashion Designer Prize」にて日本人で初のファイナリストに選出、「第34回毎日ファッション大賞」「大賞」を受賞。現在は年2回、パリのメンズコレクション期間中にショー形式にてコレクションを発表している。
2021年にファミリーマートの新しい衣料品ブランド「Convenience Wear」のクリエイティブ・ディレクターに就任。今まで緊急需要が主であったコンビニエンスストアのウェアの常識を変えるため、「自分を愛そう。いい素材、いい技術、いいデザイン。」をコンセプトにファミリーマートと商品を共同開発した。

## 経歴
- 1999年  文化服装学院卒業
- 2007年  「FACETASM」立ち上げ

- 2007年  F/W ’07より初の展示会形式でコレクションを発表
- 2011年  S/S ’12 Tokyo Fashion Weekにて初のランウェイ形式でコレクションを発表
- 2013年  第31回 毎日ファッション大賞「新人賞・資生堂奨励賞」を受賞
- 2015年  S/S ’16 Milano Men’s Fashion Weekにてアルマーニに招聘され、アルマーニ/テアトロにてコレクションを発表
- 2016年  第三回LVMH Young Fashion Designer Prizeにてファイナリストに選出
- 2016年 S/S ’17 Paris Men’s Fashion Weekにてコレクションを発表
- 2016年  リオ2016 オリンピック・パラリンピック競技大会閉会式「フラッグハンドオーバーセレモニー」の衣装製作を担当
- 2016年  第34回 毎日ファッション大賞「大賞」を受賞
- 2017年  第55回 日本ファッション・エディターズ・クラブ「デザイナー・オブ・ザ・イヤー」を受賞
- 2018年  ADAM 2018 Fashion Awardにてファイナリストに選出
- 2018年  "THE WOOLMARK COMPANY"とパートナーシップを結び、カプセルコレクションを発表
- 2018年  "Coca-Cola"とコラボレーションをし、カプセルコレクションを世界発売
- 2019年  "Disney Collection"よりRoger Rabbitのカプセルコレクションを発売
- 2019年  "NIKE AIR JORDAN1"とのコラボレーションを発売
- 2020年  "LEVI'S"とコラボレーションをし、カプセルコレクションを世界発売
- 2020年  "Russel Westbrook"と"Jordan Brand"コラボレーションをし、カプセルコレクション(“Why Not?” Zer0.4とアパレル）を世界発売
- 2021年  ファミリーマートの新しい衣料品ブランド、「Convenience Wear」のクリエイティブ・ディレクターに就任。プロジェクトのコンセプトは “自分を愛そう。いい素材、いい技術、いいデザイン。”。